# /dev/full
En Linux /dev/full o el dispositivo siempre lleno es un archivo de dispositivo especial que devuelve el código de error ENOSPC, —que significa que no hay espacio libre en el dispositivo— al intentar escribir en él, y proporciona un número infinito de bytes cero a cualquier proceso que lea de él, como /dev/zero. Este dispositivo se usa generalmente cuando se prueba el comportamiento de un programa cuando encuentra un disco lleno.
```
$ 
echo
 
"Hola mundo"
 
>
 
/dev/full

bash: echo: error de escritura: No queda espacio en el dispositivo

```

FreeBSD también es compatible con /dev/full por defecto desde 2016.